# إستريلا كابيزا كانديلا
إستريلا كابيزا كانديلا (بالإسبانية: Estrella Cabeza)‏ مواليد 20 فبراير 1987 في إسبانيا، هي لاعبة كرة مضرب إسبانية تلعب باليد اليمنى. أعلى تصنيف لها في الفردي كان المركز الـ 95 في سنة 2013. أعلى تصنيف لها في الزوجي كان المركز الـ 176 في سنة 2012.

## روابط خارجية
- إستريلا كابيزا كانديلا على موقع رابطة محترفات التنس (الإنجليزية)
- إستريلا كابيزا كانديلا على موقع الاتحاد الدولي لكرة المضرب (الإنجليزية)
- إستريلا كابيزا كانديلا على موقع كأس بيلي جين كينغ (الإنجليزية)
- إستريلا كابيزا كانديلا على موقع خلاصة التنس.كوم (الإنجليزية)
- إستريلا كابيزا كانديلا على موقع إي إس بي إن.كوم (الإنجليزية)